# 卑士窩打道 (雪梨)
卑士窩打道是澳洲新南威爾斯州雪梨英皇十字的一條700（2,300英尺）長的小型街道。
卑士窩打道西始於樸斯般市區內夾打令靴士道處，向東延伸至喇樹吉打士卑。街道於東端匯入威廉街，並延續為新南頭道。